# 蘇拉庫丘山
14°09′03″S 70°58′14″W / 14.15083°S 70.97056°W
蘇拉庫丘山（Soracucho），是秘魯的山峰，位於該國東南部庫斯科大區，由坎奇斯省的聖巴勃羅區負責管轄，屬於韋爾卡努塔山脈的一部分，海拔高度約5,000米。